# Jesús Olmo Lozano
Jesús Olmo Lozano (Barcellona, 24 gennaio 1985) è un ex calciatore spagnolo, di ruolo difensore.

## Carriera
Ha cominciato a giocare a calcio nel Penya Barcelonista, passando poi nel settore giovanile del Barcellona e debuttando nella squadra B.
Il 20 maggio 2006 ha fatto il proprio esordio in prima squadra in una partita con l'Athletic Bilbao, a causa dell'assenza di molte stelle blaugrana impegnate prima dei Mondiali 2006.